# Царское Село (музей-заповедник)
Ца́рское Село́ — музей-заповедник в Пушкине, включающий в себя дворцово-парковый ансамбль XVIII—XIX веков, бывшую загородную царскую резиденцию, превращённую в музей после национализации в марте 1918 года. Современное название музей-заповедник получил в 1992 году.
В состав музея-заповедника входят Екатерининский парк с дворцом и павильонами, Александровский парк с дворцом и павильонами и Баболовский парк с дворцом.

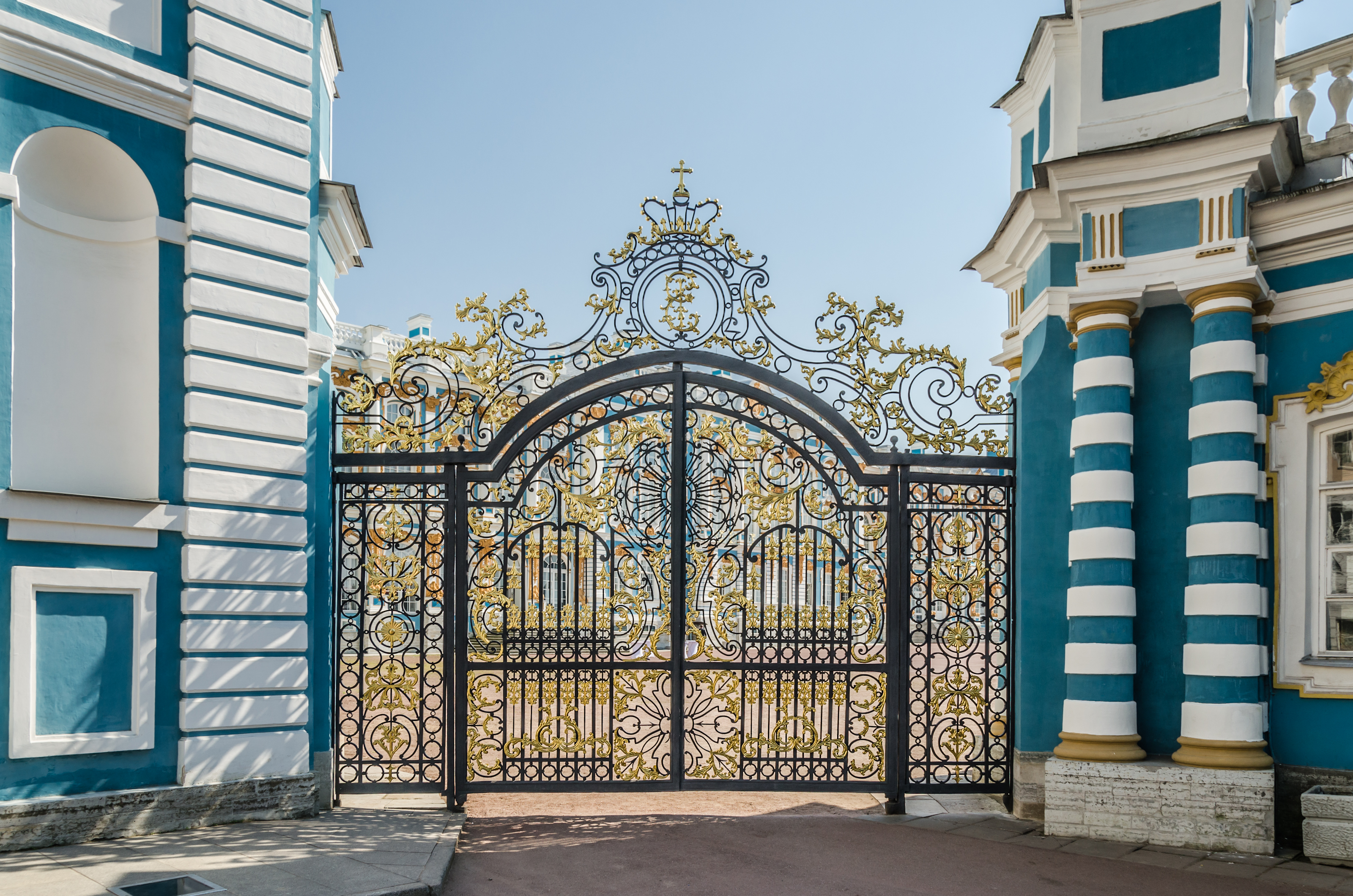
Вызолоченные ворота при входе во внутренний двор Екатерининского дворца

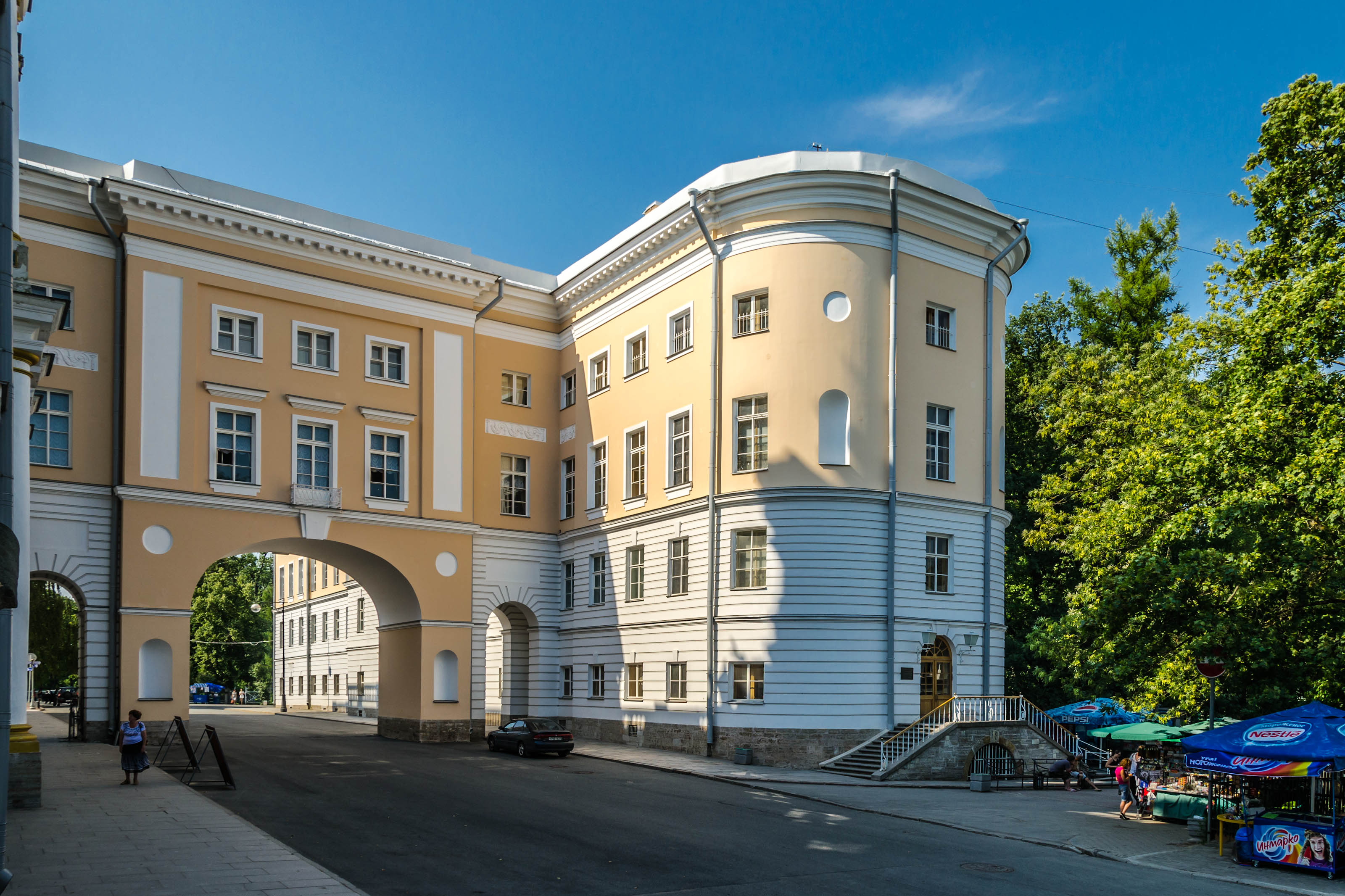
Здание Лицея

## Екатерининский парк
Занимает площадь 107 га. Состоит из регулярного Старого сада (1717—1720-е годы, садовые мастера Я. Роозен и И. Фохт) и пейзажного Английского парка (1760—1796 годы, садовые мастера Дж. Буш, Т. Ильин, архитектор В. И. Неелов), разделённых Большим прудом. Назван в честь императрицы Екатерины I.
- Большой Екатерининский дворец

Современный вид дворца сложился в результате перестройки дворца, построенного в 1717—1723 годах архитектором И. Ф. Браунштейном. В 1743—1756 годах работами сначала руководили архитекторы М. Г. Земцов, А. В. Квасов и С. И. Чевакинский, а затем Ф. Б. Растрелли. Растрелли является основным автором архитектурного решения здания и пышного скульптурного оформления его фасадов в стиле русского барокко, а также всей внутренней планировки и декоративной отделки залов середины XVIII века. С запада примыкает парадный двор, оформленный одноэтажными полуциркульными корпусами и кованой оградой с вызолоченными деталями и воротами по центральной оси дворца. К боковым фасадам дворца примыкают здания, построенные в конце XVIII века. С северной стороны это четырёхэтажный флигель (позже в нём размещался Лицей, сейчас Мемориальный музей — Лицей, Филиал Всероссийского музея им. А. С. Пушкина), соединённый с дворцом аркой над Садовой улицей (архитектор И. В. Неелов), с южной — Зубовский флигель (архитектор Ю. М. Фельтен). С юго-востока примыкает комплект Камероновой галереи, холодных бань, висячего сада и пандуса (1780—1794, архитектор Ч. Камерон). Одно из самых известных помещений Большого Екатерининского дворца — Янтарная комната. В июне 2019 года открылся для посещений любимый императрицами Лионский зал, бывший недоступным с 1941 года.
- Эрмитаж — двухэтажный восьмиугольный павильон с куполом, колоннами и лепными украшениями (1744—1754, архитекторы М. Г. Земцов,Ф. Б. Растрелли). Использовался для летних приёмов царских гостей.
- Грот — павильон с лазоревыми стенами и белыми колоннами, украшенный лепным декором, посвящённым морской тематике (1749—1761, архитектор Ф. Б. Растрелли).
- Адмиралтейство — группа зданий из неоштукатуренного кирпича с белыми карнизами и стрельчатыми окнами, увенчанные готическими ступенчатыми башнями и шпицами (1773—1777, архитектор И. В. Неелов) .

Екатерининский парк
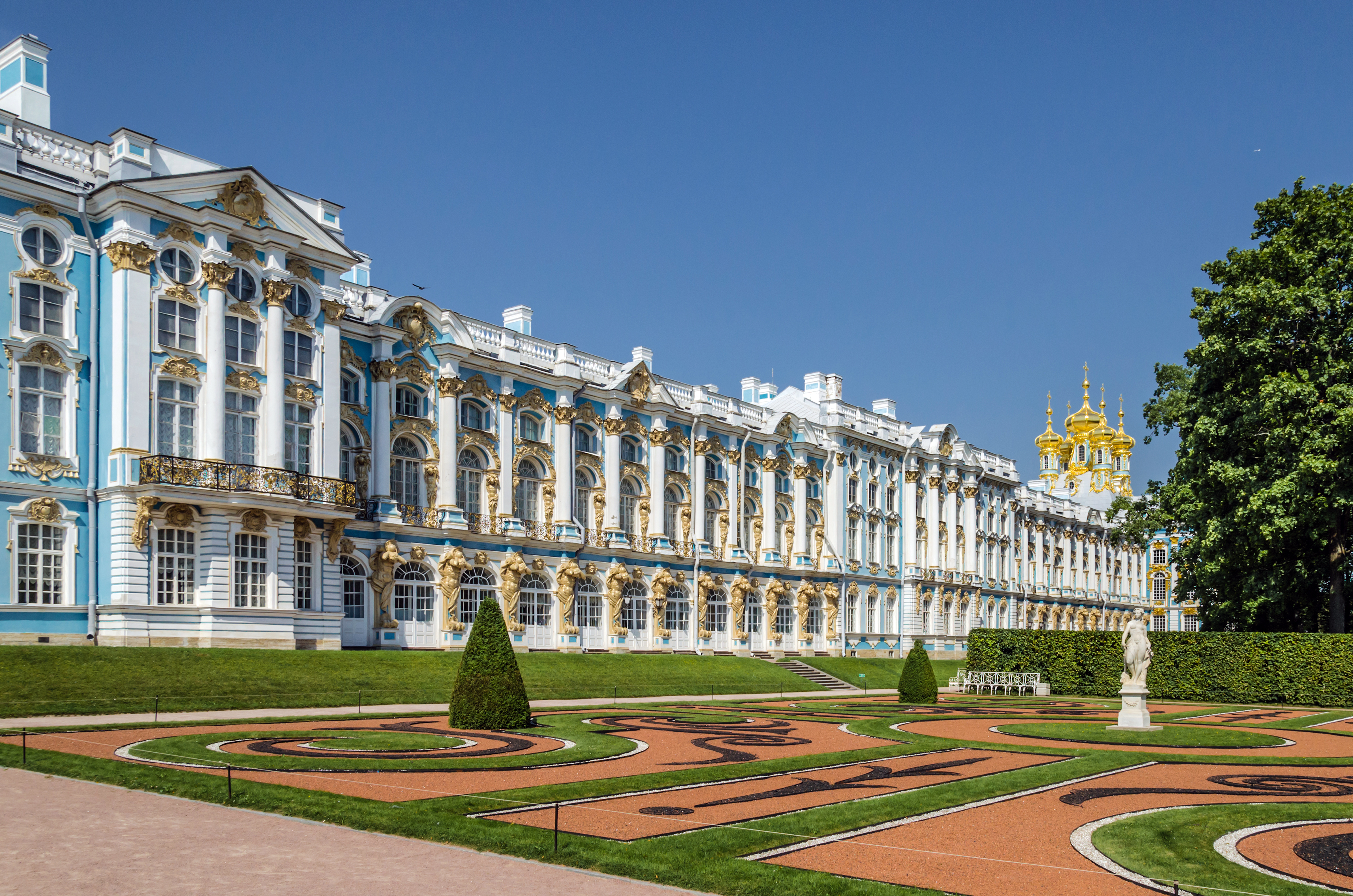
Екатерининский дворец
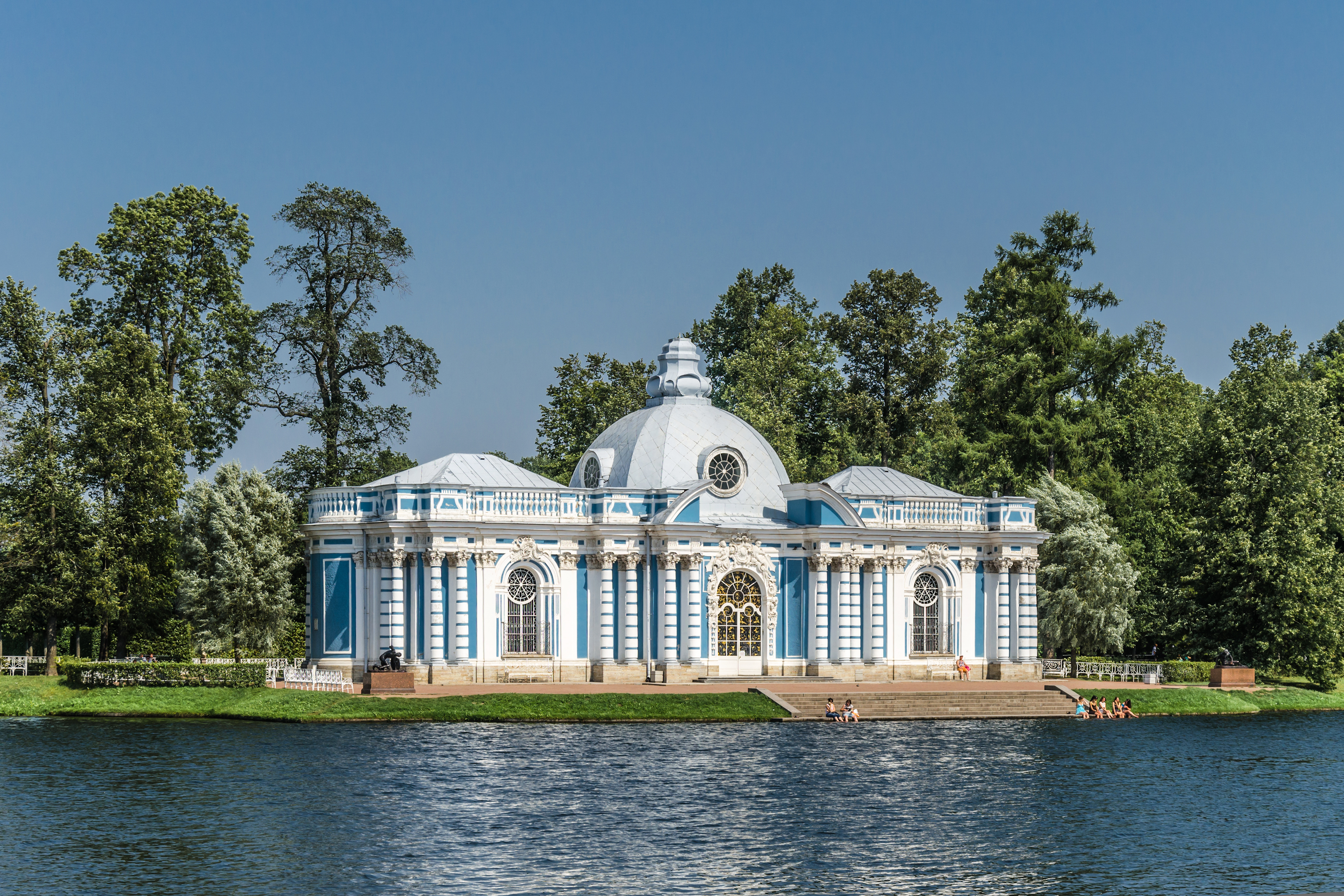
Павильон «Грот»
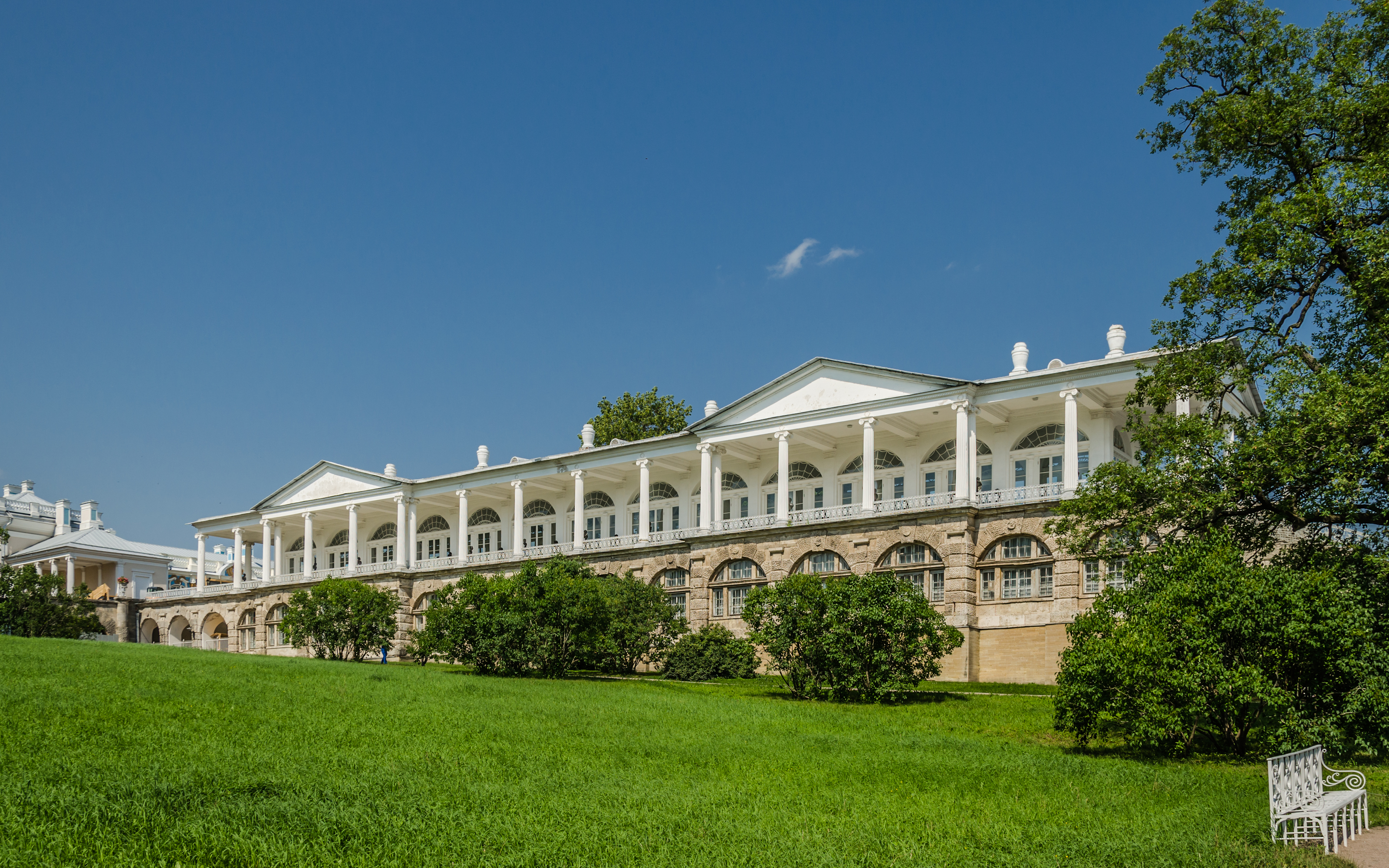
Камеронова галерея
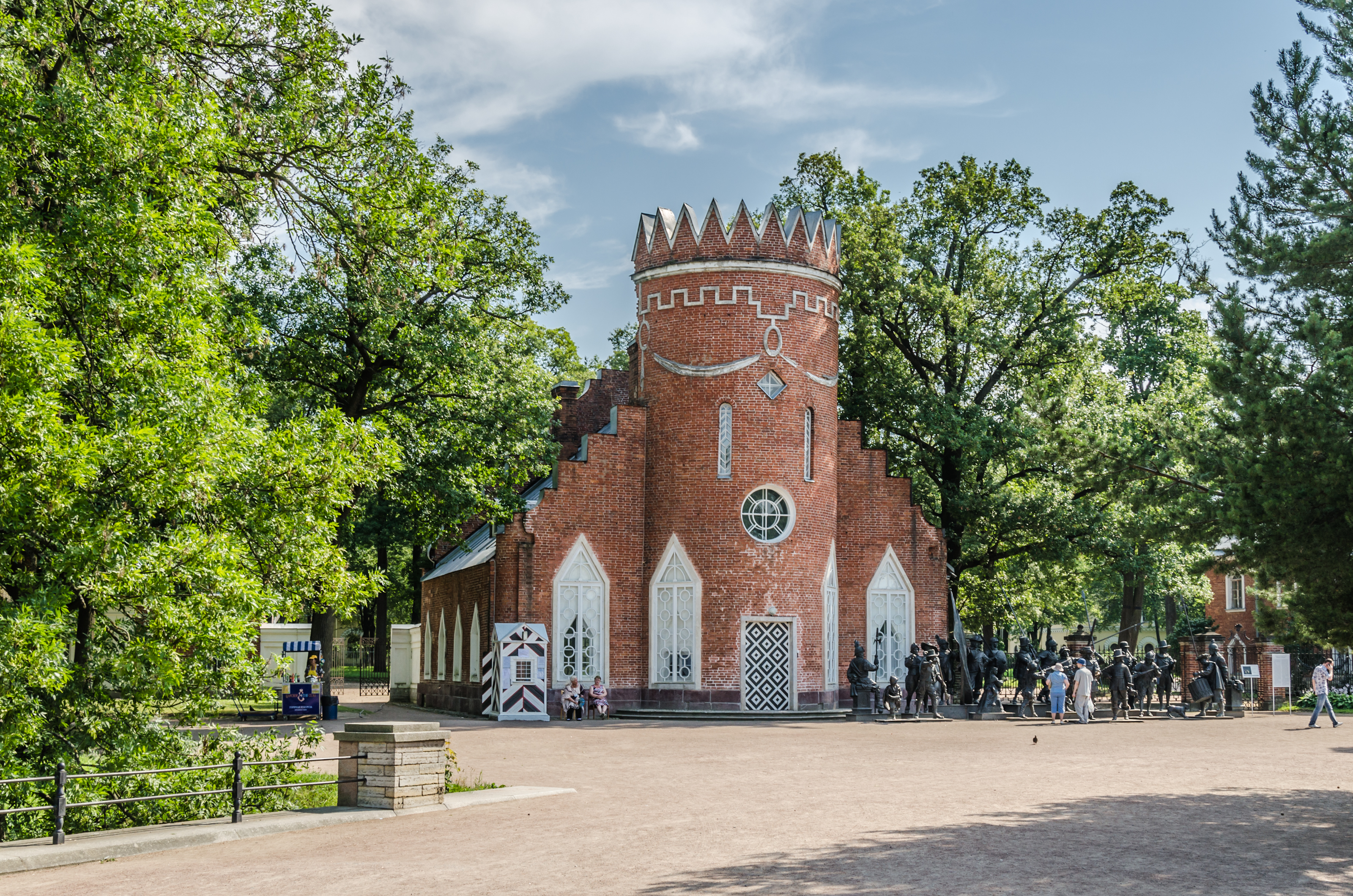
Адмиралтейство

## Александровский парк
Занимает площадь 188 га. Состоит из регулярной части (Новый сад, 1740-е годы, автор проекта Н. Жирар) и Пейзажного парка (1790-е годы) с тремя прудами и насыпными холмами. В западной части парка протекает река Кузьминка, перегороженная плотиной.
- Александровский дворец

Построен в 1792—1796 годах архитектором Дж. Кваренги в классическом стиле для великого князя Александра Павловича, будущего императора Александра I. Дворец представляет собой вытянутое в длину двухэтажное здание с двойными флигелями по сторонам. В центре главного северного фасада два ряда колонн составляют великолепную сквозную колоннаду коринфского ордера. Со стороны регулярной части Александровского парка фасад здания решён в виде полуротонды, перекрытой сферическим куполом. Реставрируется.
- Детский домик — небольшой павильон, построенный рядом с Александровским дворцом для игр детей императора Николая I (1830, архитекторы А. М. Горностаев).
- Китайский театр — руинированное здание придворного летнего театра (1778—1779, архитекторы А. Ринальди, И. В. Неелов). Сгорел во время обстрела города в 1941 году и с тех пор не восстанавливался.
- Китайская деревня — комплекс из 12 одноэтажных домиков в китайском стиле (1782—1798, архитекторы Ч. Камерон, И. В. Неелов). В настоящее время — гостиница.
- Белая башня — павильон в стиле средневекового рыцарского замка, окружённого рвом (1821—1827, архитектор А. А. Менелас). Восстановлен в 2012 году.
- Арсенал — павильон в готическом стиле (1819—1834, архитектор А. А. Менелас). Построен на месте барочного павильона Монбижу. В настоящее время — музей.
- Грот-родник. Архитектор С. Данини. Конец 90-х годов XIX века.
- Шапель (фр. Chapelle — часовня) — готическая часовня (1825—1828, архитектор А. А. Менелас). Реставрируется.
- Ратная палата — комплекс зданий в неорусском стиле (1913—1917, архитектор С. Ю. Сидорчук). Восстановлена в 2014 году, к столетию начала Первой мировой войны. В здании открыт музей, посвящённый участию России в этой войне.

Александровский парк
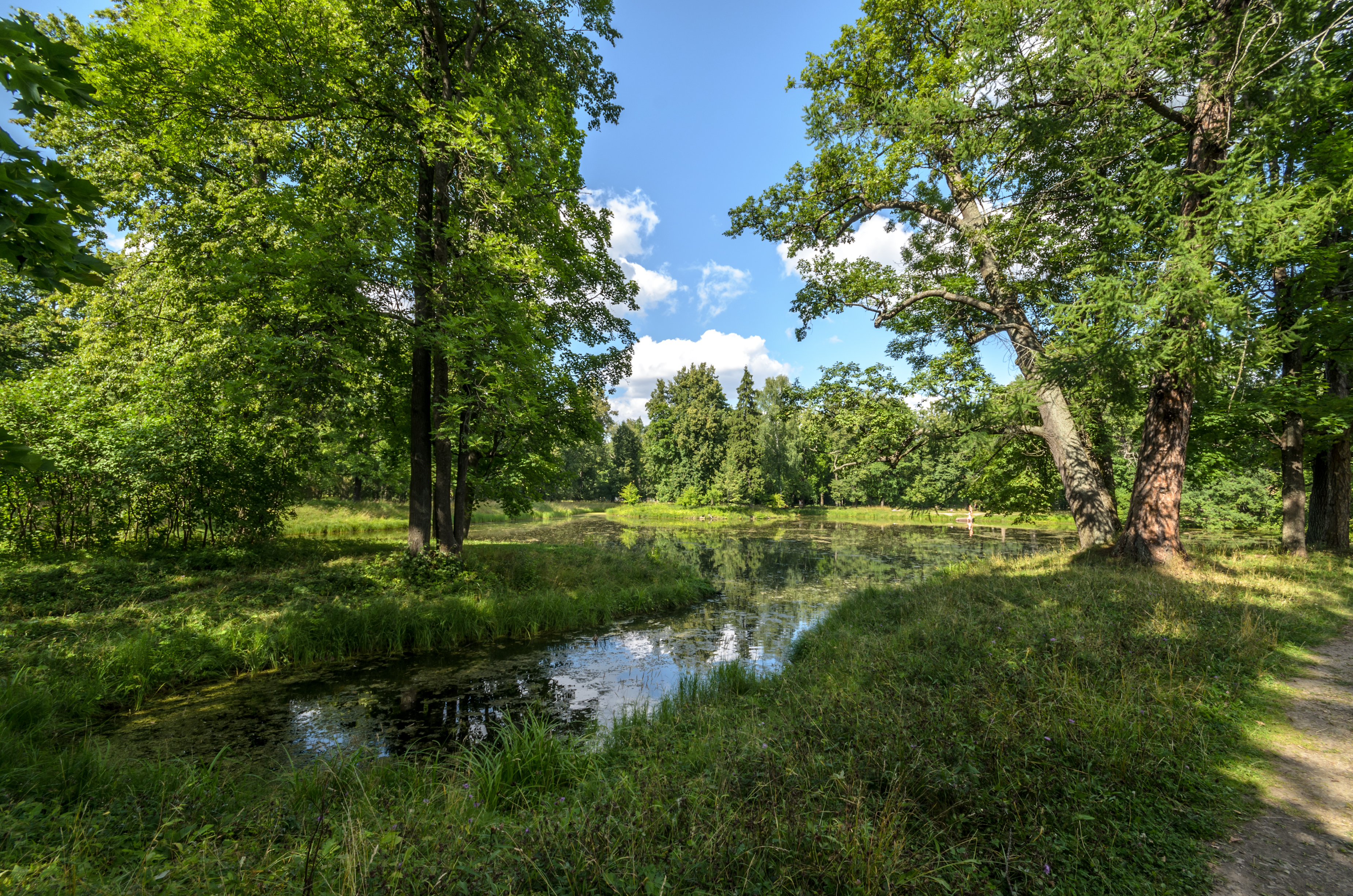
Александровский парк
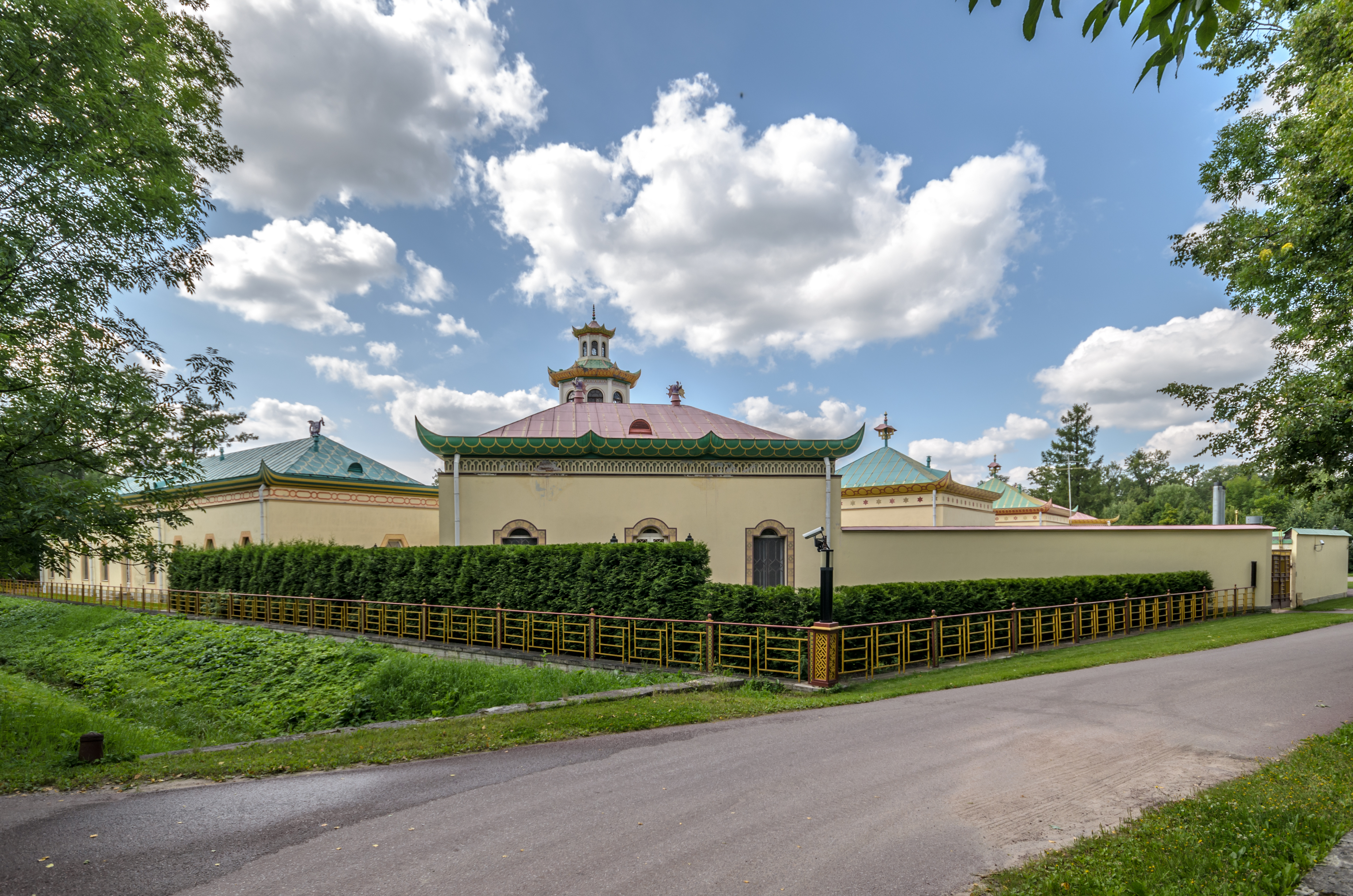
Китайская деревня
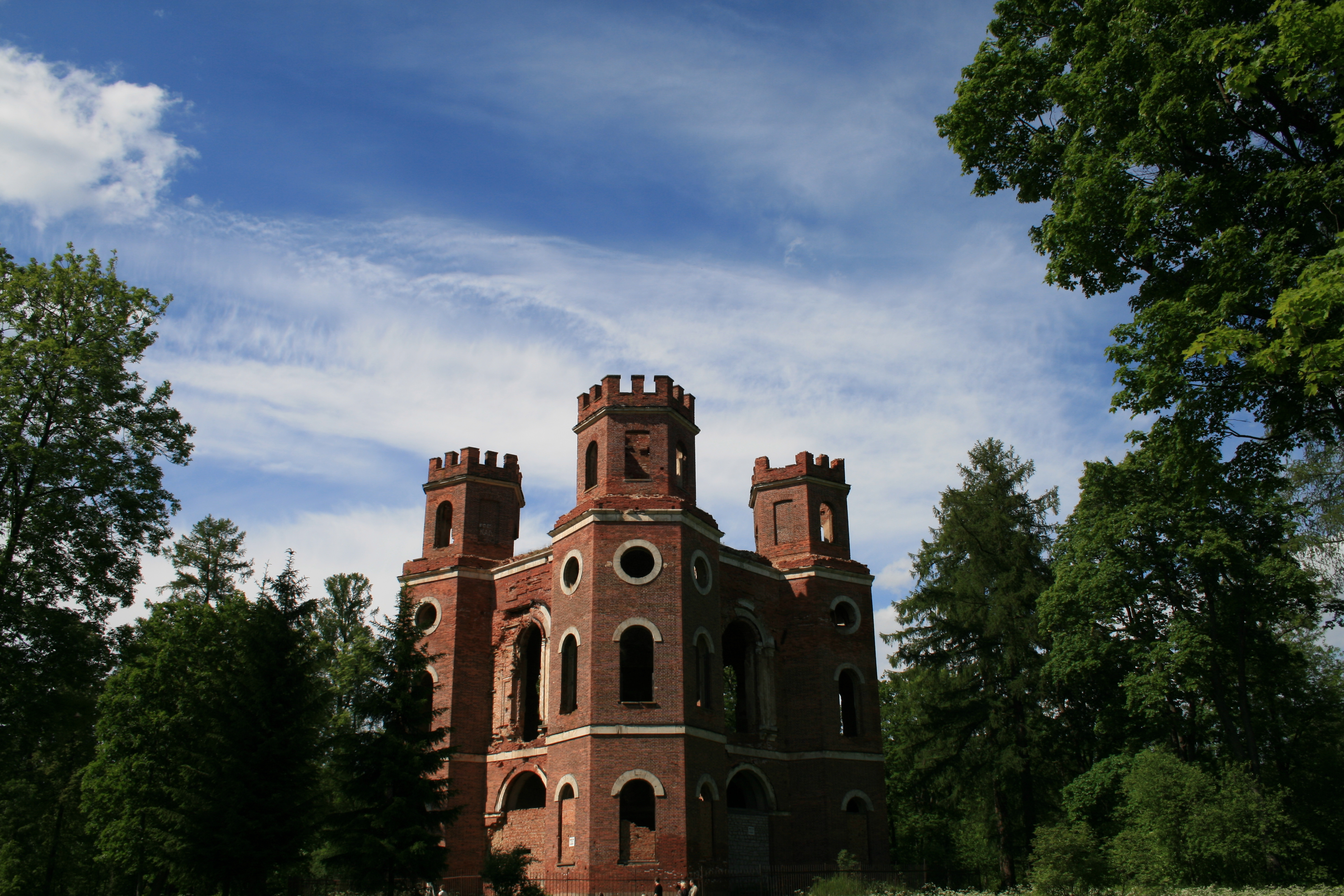
«Арсенал»
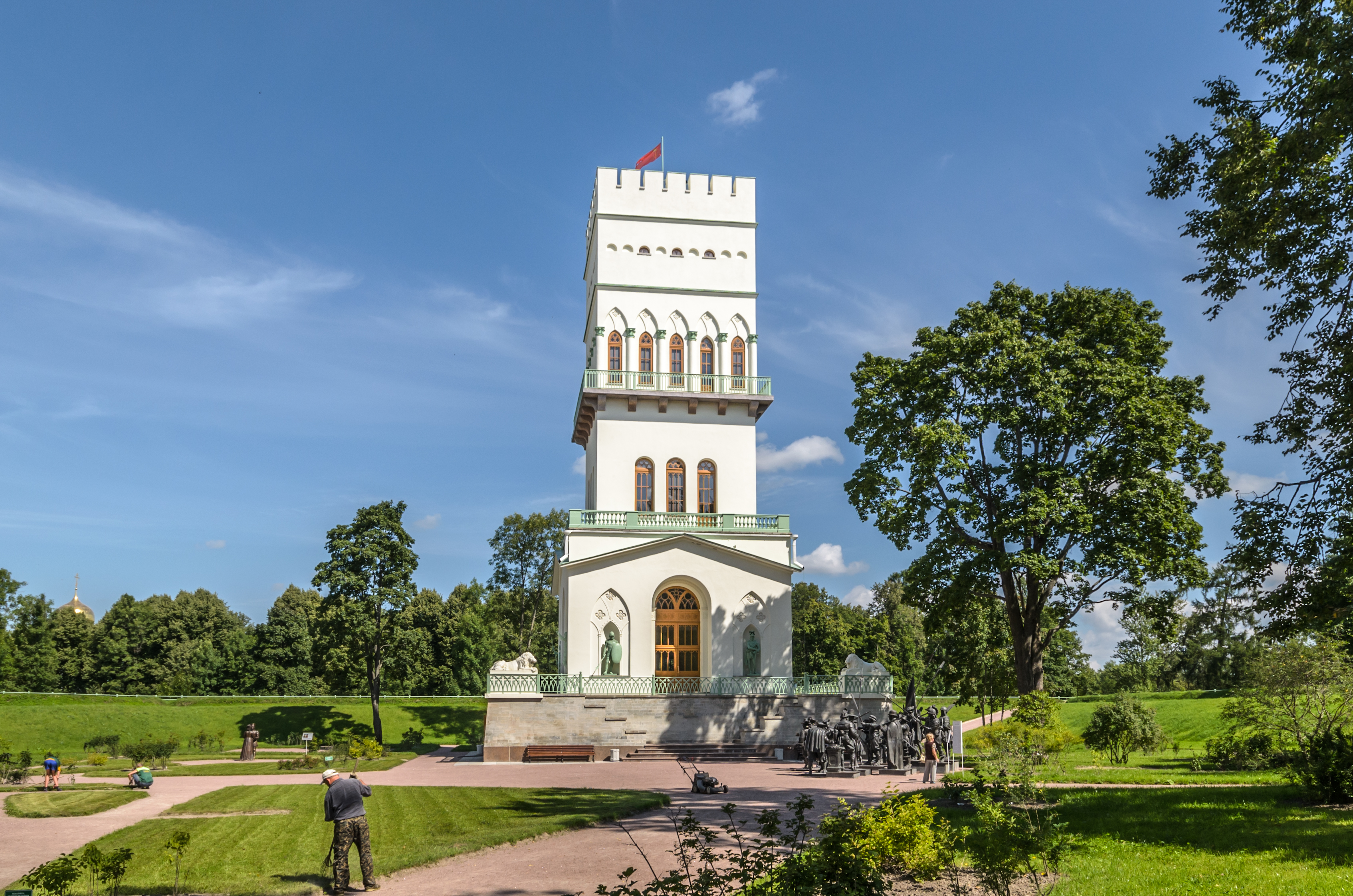
Павильон «Белая башня»

## Баболовский парк
Ба́боловский парк — один из пяти известных парков города Пушкина (вместе с Екатерининским, Александровским, Отдельным, Буферным парками и некогда существовавшим Фермским). Парк расположен между южной частью города Пушкин и Александровской, северо-западнее Красносельского шоссе в городе Пушкин. Главной достопримечательностью парка является Баболовский дворец.
- Баболовский дворец

Ба́боловский дворе́ц — банный павильон из десяти комнат в Баболовском парке Царского Села. Построен в 1785 году в «готическом вкусе» для Григория Потёмкина. Дворец более всего известен своей монументальной гранитной ванной — «Царь-ванной», созданной Самсоном Сухановым в 1820-х годах. Баболовский дворец разрушен в конце Великой Отечественной войны, в настоящее время (начало XXI века) находится в руинированном состоянии. С 2018 г. началась реставрация.
- Виттоловский водовод

Первый водовод, снабжавший Царское Село водой. Функционировал во второй половине XVIII века.
Ещё Императрица Елизавета I (Петровна) озаботилась обводнением прудов и каналов Царского Села.
- Мост-плотина

Путь от дворца в парк проходил через Баболовский мост-плотину, созданный по проекту инженера И. Герарда в 1773—1775 годах. В 1833 году перестроен по проекту инженера С. М. Лихардова.
После разрушений Великой Отечественной войны мост перестроен (1987) по проекту института «Ленгипроинжпроект», под руководством инженера А. А. Соколова.
- Таицкий водопровод

Таицкий водовод является памятником русской строительной техники и одним из крупнейших инженерных сооружений такого рода в Европе конца XVIII века.
При Императрице Екатерине II (Великой) изыскания, проектирование и строительство Таицкого водовода (1772—1787) вели инженеры-гидротехники Этьена Карбонье и Ф.Бауэр. На сооружение водовода в распоряжение генерал-квартимейстера Бауэра было ассигновано в 1774—1775 годах 35 тысяч рублей. До 1905 года водовод являлся единственным средством водоснабжения Царского Села, его дворцов и парков.
Таицкий водовод проходил на протяжении 4.8 вёрст открытыми каналами, 3.6 вёрст — кирпичными трубами, а в средней части под возвышенностью — подземной, так называемой минной галереей в 6.3 версты длиной. Галерея залегает на глубине до 8 саженей (16 метров) от поверхности земли. В нормальных условиях Таицкий водовод доставлял в Царское Село в среднем 5.16 куб. футов воды в секунду (около 102 м³/ч), из которых 4 куб. футов/с (около 80 м³/ч) давали Таицкие ключи, а остальные — грунтовые воды минной галереи водовода. Таицкие ключи, расположенные в верховьях реки Веревы — притока Ижоры, известны также под названием Ганнибаловских, Берёзовских и Демидовских. Разница высоты этих ключей и царскосельских прудов достигает 25 метров.

## Топонимика и этимология
Поселение, именуемое в наши дни Царским селом, впервые упоминается в 1502 году как Сарица — в «Переписной окладной книге по Новгороду Водской пятины». На картах, составленных для Бориса Годунова, поместье имеет аналогичное название. В 1617 году шведы отнимают эту территорию у новгородцев и переименовывают в Сарицгоф. Среди земель значится шведская мыза — на языке коренного населения Саари-мойс (место на возвышенности). Благодаря этому в русском — к моменту утверждения земель за Россией и за Александром Меншиковым конкретно — закрепляется топоним Сарская мыза. Здесь в 1711 году — после объявления Екатерины «Истинной государыней» — начинается формирование резиденции дворцового характера, Царского села.
Неизвестно, когда именно стал нормой привычный нам вариант произношения и написания. Ещё в начале XIX века бытовало (в том числе в официальных документах) устаревшее название. В указе императора Александра I от 1808 года читаем: «Сей соединенный город именовать отныне город Сарское Село, или София». Это название присутствует в стихотворениях Державина и Ломоносова, в письмах Тургенева и министра юстиции, по совместительству поэта И. И. Дмитриева. И даже у его протеже, автора знаменитого «19 октября» А. С. Пушкина — в письмах и черновой сатире.

## Организационные вопросы
С 1987 года до скоропостижной кончины 1 августа 2008 года директором музея был И. П. Саутов. 23 сентября 2008 года руководителем музея назначена вдова И. П. Саутова — Ольга Таратынова, Лауреат Госпремии РФ в области литературы и искусства за 2023 год.
По состоянию на 2016 год музей ведет реставрацию Александровского дворца, павильона «Шапель», Императорской фермы, металлических мостов в Александровском парке и церкви Воскресения Христова в Екатерининском дворце.